# Собор Святого Николая (Фельдкирх)
Собор святого Николая (нем.  Dom St. Nikolaus) — католическая церковь, находящаяся в старой части города Фельдкирх, Австрия. Церковь святого Николая является памятником готической архитектуры федеральной земли Форарльберга. Церковь святого Николая с 12 августа 1968 года является кафедральным собором епархии Фельдкирха. Храм освящён в честь святого Николая.

## История
Церковь святого Николая была построена в 1218 году на северо-востоке Фельдкирха вне городских стен. Первоначально церковь святого Николая была приходской церковью.
В 1348, 1396 и 1460 гг. церковь сильно пострадала от пожаров. В 1478 году архитектор Ханс Штурн спроектировал двухскатную крышу. В 1479 году была сооружена колокольня. Псевдоготический алтарь в часовне Девы Марии был сооружён в 1905 году скульптором Фиделисом Рудхартом.
В 1924 году в церкви установлен памятник павшим воинам по проекту Клеменса Хольцмайстера.
- Основной корпус
- Внутреннее убранство

## Источник
- Dehio-Handbuch. Die Kunstdenkmäler Österreichs: Vorarlberg. Feldkirch. Dompfarrkirche hl. Nikolaus. Bundesdenkmalamt (Hrsg.), Verlag Anton Schroll & Co, Wien 1983, ISBN 3-7031-0585-2, Seiten 177 bis 179.